# 副交感神经
副交感神經系統（英語：Parasympathetic system）是自律神經系統的兩個部分其中之一，另一個部分是交感神經系統。（腸神經系統（ENS）現在通常被稱為一個獨立的系統，因為它有自己獨立的反射活動。）自律神經系統負責調節身體的無意識行為，而副交感神經系統負責身體休息時的“休息和消化”或“進食和繁殖”等活動，包括性喚起，流涎，流淚，排尿，消化和排便。它的作用與交感神經系統的作用互補，交感神經系統則是負責刺激與戰鬥或逃跑反應相關的活動。
由脑干和脊髓发出神经纤维到器官旁或器官内的副交感神经节，再由此发出纤维分布到平滑肌、心肌和腺体，调节内脏器官的活动。副交感神經系統的神經纖維來自中樞神經系統。包括特定的腦神經如動眼神經、面神經、舌咽神經和迷走神經。骶骨中的三對脊神經（S2-4），通常稱為骨盆內臟神經，也是副交感神經的一部分。
副交感神经的节前节后神经元的神经递质均为乙酰胆碱。
副交感神经的主要功能是使瞳孔缩小、心跳减慢、心肌收縮力降低、小支气管平滑肌收缩、胃肠蠕动加强、括约肌松弛、唾液和泪液分泌增多、男性生殖器的勃起等。

## 外部連結
- 解剖學（Anatomy）-自主神經系統（autonomic nerve system）-1 （页面存档备份，存于）
- 解剖學（Anatomy）-自主神經系統（autonomic nerve system）-2 （页面存档备份，存于）
- Image at uiuc.edu